# Syd-Khorasan
Syd Khorasan (Persisk: خراسان جنوبی) er en af de 30 provinser i Iran, beliggende i det østlige Iran.
Provinsens befolkning er på ca. 636.420 indbyggere, hvor 183.010 bor i hovedbyen Birjand. I provinsen findes bl.a. følgende større byer Ferdows og Ghayen.
Syd Khorasan er en af de 3 provinser, der er blevet dannet efter inddelingen af Khorasan i 2004.